# Vinklozolin

Strukturformel

Vinklozolin (handelsnamn: Ronilan, Curalan, Vorlan, Touche) är en vanlig dikarboximid fungicid som används för att kontrollera sjukdomar som skadar, föruttnar och mögel på vingårdar, och på frukt och grönsaker, som till exempel hallon, sallad, kiwi, snap bönor och lök. Används också golfbanors gräsytor.